# Ательє чаклунських капелюхів
«Ательє чаклунських капелюхів» (яп. とんがり帽子のアトリエ, Tongari Bōshi no Atorie) — сейнен-манґа Камоме Шірахами, у котрій розповідається про дівчину Коко, що прагне стати чарівницею. Виходить у журналі Kodansha Morning Two з липня 2016. Станом на червень 2024 в Японії видано 13 томів манґи. В Україні манґа виходить з літа 2020. Станом на червень 2024 видавництво Наша ідея переклало вже 10 томів.
Навесні 2022 року було анонсовано вихід аніме-адаптації від студії Bug Films. Прем'єра запланована на 2025 рік.
З листопада 2019 виходить спіноф-манґа «Кухня чаклунських капелюхів» від Хіромі Сато.

## Сюжет
Події розгортаються в світі, сповненому магії. Проте користуватися магією можуть лиш ті, хто народилися з відповідними здібностями. Вони складають товариство чаклунів, яке надає свої послуги, керуючись системою жорстких правил.
Головною героїнею манґи є 12-річна дівчинка Коко, дочка сільської кравчині. Вона змалку мріяла стати чарівницею, однак народилася звичайним дитям. Одного разу загадковий чаклун подарував їй книгу та перо для чаклування, проте Коко не знала, як ними користуватися. Коли село відвідують чаклуни, Коко підглядає за молодим Кіфлі, який виконує закляття. Дівчинка дізнається, що магія працює через малювання спеціальних знаків. Коко згадує про подаровану їй книгу та самотужки вчиться чаклувати. Але випадково вона виконує закляття, що перетворює її матір на кам'яну статую. Кіфлі, згідно з чаклунськими правилами, повинен стерти дівчинці спогади, проте не робить цього, бо Коко — єдина, хто може допомогти йому знайти чаклунку. Він не може розчаклувати її матір, але вирішує навчити чаклувати Коко.
Кіфлі пояснює, що насправді чаклувати можуть усі люди. Та в давнину магію використовували для війни, тому було створено товариство чарівників, які монополізували використання магії. Вони користуються спеціальним чарнилом, яким малюють знаки. Коко вчиться чаклувати і проходить випробування, стаючи справжньою чарівницею. Вона знайомиться з чарівницями Аґаттою, Тетією та Річе, які спершу зверхньо ставляться до Коко. Тим часом Кіфлі шукає шабаш Крислатих Капелюхів, який прагне відродити вільне користування магією. Крислаті Капелюхи проявляють особливий інтерес до Коко, вважаючи, що саме їй під силу повернути магію всім людям.

## Персонажі

### Ательє Кіфлі
- Коко (яп. ココ, Koko) — головна героїня, що хоче стати чарівницею.
- Кіфлі (яп. キーフリー, Kīfurī) — чаклун і вчитель Коко, що спеціалізується на водній магії.
- Аґатта (яп. アガット, Agatto) — чорноволоса дівчина, одна з учениць Кіфлі та сусідка по кімнаті Коко.
- Тетія (яп. テティア, Tetia) — рожевоволоса дівчина, одна з учениць Кіфлі.
- Річе (яп. リチェ, Riche) — дівчина з довгим синім волоссям, одна з учениць Кіфлі.

## Медіа

### Манґа
Написана та ілюстрована Камоме Шірахамою манґа «Ательє чаклунських капелюхів» почала виходити у сейнен-журналі Kodansha Morning Two 22 липня 2016. 4 серпня 2022 журнал припинив видання у друкованому форматі і перейшов на цифрове видання. Перший танкобон-том від Kodansha вийшов 23 січня 2017. Станом на лютий 2024 в Японії видано вже 13 томів.
У Північній Америці Kodansha USA видає манґу англійською мовою з квітня 2019. В Україні манґу видає Наша ідея з червня 2020.
З 22 листопада 2019 року у журналі Morning Two виходить спіноф-манґа за авторства Хіромі Сато — «Кухня чаклунських капелюхів».

#### Список томів
| №  | Японською         | Японською                                          | Українською                        | Українською                                        |
| №  | Дата виходу       | ISBN                                               | Дата виходу                        | ISBN                                               |
| -- | ----------------- | -------------------------------------------------- | ---------------------------------- | -------------------------------------------------- |
| 1  | 23 січня 2017     | ISBN 978-4-06-388690-0                             | 11 червня 2020                     | ISBN 978-617-7678-49-5                             |
| 2  | 23 серпня 2017    | ISBN 978-4-06-510138-4 ISBN 978-4-06-510203-9 (КВ) | 18 жовтня 2020                     | ISBN 978-617-7678-52-5                             |
| 3  | 23 лютого 2018    | ISBN 978-4-06-510930-4 ISBN 978-4-06-510894-9 (КВ) | 27 квітня 2021                     | ISBN 978-617-7678-62-4                             |
| 4  | 21 вересня 2018   | ISBN 978-4-06-512681-3 ISBN 978-4-06-511766-8 (КВ) | 31 липня 2021                      | ISBN 978-617-7678-75-4 ISBN 978-617-7678-76-1 (КВ) |
| 5  | 23 травня 2019    | ISBN 978-4-06-515597-4 ISBN 978-4-06-515598-1 (КВ) | 21 грудня 2021                     | ISBN 978-617-7678-87-7                             |
| 6  | 21 листопада 2019 | ISBN 978-4-06-517778-5 ISBN 978-4-06-517909-3 (КВ) | 13 серпня 2022 30 серпня 2022 (КВ) | ISBN 978-617-8109-01-1 ISBN 978-617-8109-04-2 (КВ) |
| 7  | 22 травня 2020    | ISBN 978-4-06-519266-5 ISBN 978-4-06-520266-1 (КВ) | 3 квітня 2023                      | ISBN 978-617-8109-37-0                             |
| 8  | 23 грудня 2020    | ISBN 978-4-06-521625-5 ISBN 978-4-06-521626-2 (КВ) | 9 листопада 2023                   | ISBN 978-617-8109-81-3 ISBN 978-617-8109-82-0 (КВ) |
| 9  | 21 липня 2021     | ISBN 978-4-06-524100-4 ISBN 978-4-06-524098-4 (КВ) | 9 травня 2024                      | ISBN 978-617-8396-27-5                             |
| 10 | 21 квітня 2022    | ISBN 978-4-06-527412-5                             | 9 листопада 2024                   | ISBN 978-617-8396-66-4                             |
| 11 | 11 жовтня 2022    | ISBN 978-4-06-529605-9 ISBN 978-4-06-529604-2 (КВ) | —                                  | —                                                  |
| 12 | 22 червня 2023    | ISBN 978-4-06-531969-7 ISBN 978-4-06-531829-4 (КВ) | —                                  | —                                                  |
| 13 | 22 лютого 2024    | ISBN 978-4-06-534652-5 ISBN 978-4-06-534727-0 (КВ) | —                                  | —                                                  |

### Аніме
У квітні 2022 було анонсовано вихід аніме-адаптації манґи. Пізніше стало відомо, що це буде аніме-серіал від студії Bug Films, а режисером виступить Аюму Ватанабе, продюсером — Хіроакі Кодзіма, дизайнером персонажів — Кайрі Унабара, а композитором — Юка Кітамура. Прем'єра серіалу запланована на 2025 рік. Ліцензію на показ аніме за межами Азії отримав стримінговий сервіс Crunchyroll.

## Сприйняття
Станом на липень 2018 було продано понад 700 000 копій манґи; у серпні 2018 продажі перевищили 1 мільйон копій; у квітні 2022 становили вже понад 2,5 мільйони та у жовтні 2022 — 4,5 мільйони копій.
Серія посіла шосте місце у списку Kono Manga ga Sugoi! «Топ 20 манґ для чоловічої аудиторії» у 2018. У 2018 році манґа була номінована на 11-ту премію Manga Taishō. У 2018 вебсайт Honya Club поставив «Ательє чаклунських капелюхів» на перше місце у своєму списку рекомендацій. Манґа також отримала номінації на 42-гу та 44-ту премії Kodansha Manga Award у загальній категорій у 2018 та 2020 роках відповідно. Також вона отримала номінацію на французьку премію ACBD Prix Asie de la Critique у 2018.
У 2019 році манґа «Ательє чаклунських капелюхів» перемогла на корейській премії Ridibooks Comic Award 2019' Next Manga Award. Вона також здобула перемогу на чотирьох французьких нагородах: «Daruma d'or manga» на Japan Expo Awards 2019; у категорії сейнен-манґи на 2019 Mangawa Prize; отримала головний приз на премії «Les Mordus du Manga» у 2019 та на премії Babelio 2020 у категорії «Манґа». «Ательє чаклунських капелюхів» здобуло три перемоги у категорії «Сейнен» на іспанській премії Manga Barcelona у 2018, 2022 та 2023 роках. Манґа-серіал також був номінований у категорії «Best Youth Comic» на 46-ій премії Angoulême International Comics Festival у 2019 році. Comic-Con International додали «Ательє чаклунських капелюхів» до списку «Найкраща манґа 2019».
У 2020 році «Ательє чаклунських капелюхів» була включена до списку «10 найкращих графічних романів для підлітків», обраних молодіжною організацією Американської бібліотечної асоціації. У 2021 році манґа також потрапила до цього списку. У 2020 році англомовне видання манґи отримало нагороду на премії Айснера у номінації «Найкраще іноземне видання». У 2020 також отримала нагороду Harvey Award у категорії «Найкраща манґа».
Ребекка Сильверман з вебсайту Anime News Network оцінила два перших томи манґи на «A−». Вона похвалила серію за її світ, сюжет та персонажів і написала, що «це та сама історія, яку ви не хочете пропустити». Пишучі рецензію для Barnes & Noble, Келлі Чіу додала манґу у свій список «10 ідеальних манґ для екранізації студією Ґіблі» та порекомендувала «Ательє чаклунських капелюхів» для прочитання фанатам аніме «Віднесені привидами» від Studio Ghibli.